# Melipotis walkeri
Melipotis walkeri là một loài bướm đêm trong họ Erebidae.